# MilkyWay@home
MilkyWay@home(ミルキーウェイアットホーム)は、天の川銀河の構造を研究するためのプロジェクト。BOINCを使用する。

## 概要
BOINC分散プラットフォームを利用したインターネットベースの分散コンピューティングプロジェクトの一つで、レンセラー工科大学で行われている、いくつかの学部のコラボプロジェクトである。主な目的は天の川銀河のコンピュータ解析による研究で、付随的な目的として、分散コンピューティングに最適化されたアルゴリズムを開発することとされている。
このプロジェクトは、SETI@homeとEinstein@homeに続いて三番目の星間宇宙について研究する分散コンピューティングプロジェクトである。
| 計算能力(以下全て2022年3月時点 | 1,572.280 TFLOPS |
| アクティブユーザー数           | 13,952           |
| 総ユーザー数                   | 249,122          |
| アクティブホスト数             | 25,223           |
| 総ホスト数                     | 29,874           |

## 現行プロジェクト
2024年8月現在、 N-Body Simulation 及び N-Body Simulation with Orbit Fitting のワークユニット（解析用の切り分けられたデータ）が配布されている。

### N-Body Simulation
このプロジェクトは、仮想的な矮小銀河を天の川銀河の重力場に撃ち込み、現在観測されているハロー構造と一致するまで設定を変えてシミュレートする、多体問題プロジェクトである。

### N-Body Simulation with Orbit Fitting
このプロジェクトは、 N-Body Simulation の新しい版で、 当初は Orphan - Chenab （OC）ストリームの軌道を調整するために使われ、将来的にはストリームに対する暗黒物質の自己相互作用の影響が調べられるとされている。2024年2月28日のメンテナンス終了後から配布が開始された。

## ワークユニットの配布が終了したプロジェクト

### Separation
2023年6月20日にワークユニットの配布が終了されたこのプロジェクトの主な目的は、天の川銀河の銀河ハローの星を分析することによって、私たちの銀河の歴史を研究するため、銀河周囲の星の正確な3次元動的モデルを生成することであった。ワークユニット配布停止後の近い将来、 Separation プロジェクトの最終結果をまとめた論文を学術雑誌に投稿する予定とされている。
なお、このプロジェクトではx86系CPUだけではなく、そのCPUの下で動くnVidia・AMD製GPUを利用して解析することができた。

## 動作環境
2024年8月現在、プロジェクトのワークユニットを処理するためには、x86系プロセッサ（x64を含む）が必要となる。現行プロジェクトの  N-Body Simulation はGPUを使用したプログラムが試作されたが、CPUで実行するものと比べて効率が悪かったとしてキャンセルされた。また、Apple Mシリーズプロセッサ対応は、2024年8月現在行われていない。
対応OSは、Windows XP以降・Linux。（BOINC準拠）